# Sopubia parviflora
Sopubia parviflora är en snyltrotsväxtart som beskrevs av Adolf Engler. Sopubia parviflora ingår i släktet Sopubia och familjen snyltrotsväxter. Inga underarter finns listade i Catalogue of Life.